# ジョセフ・マキシミリアン・ペッツヴァール

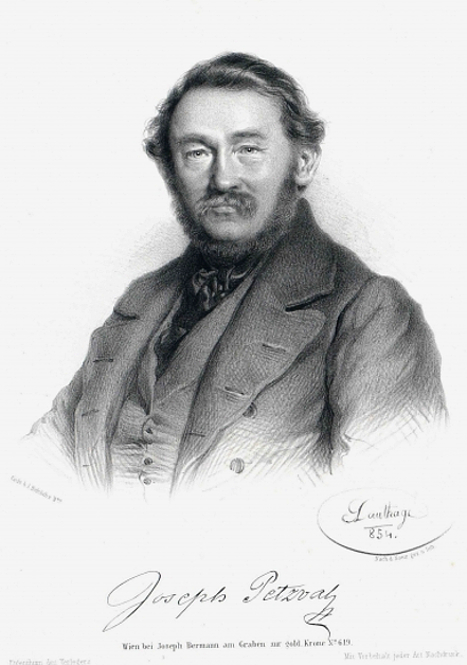
ジョセフ・ペッツヴァール

ジョセフ・マキシミリアン・ペッツヴァール（Josef Maximilian Petzval 、1807年1月6日 - 1891年9月17日）は、スロバキア生まれのレンズ設計者、数学者。
ハンガリー人の両親からスピスカ、ベラ（Spišská Belá ）で生まれた。ブダペスト大学工学部を卒業し、1835年ブダペスト大学の高等数学の教授となった。1837年ウィーン大学に移り、高等数学の教授を続けた。
レンズ設計者としての主要な業績としてはポートレートレンズ、オルソスコープがあり、製造をフォクトレンダーに委託していたが1845年に仲違いし製造委託先をディーツラーに変更した。しかし1862年にディーツラーが倒産してからはレンズ設計に全く興味を示さなくなった。1869年に家政婦だった女性と結婚したが、その女性は1873年に亡くなった。1873年ハンガリー科学アカデミー会員となった。

## ペッツヴァールレンズ

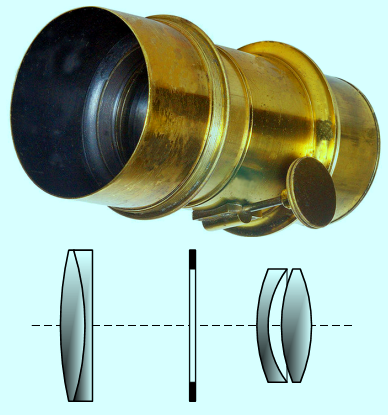
ペッツヴァールレンズ

1839年にルイ・ジャック・マンデ・ダゲールがダゲレオタイプを発明し、フランス政府により8月19日学士院において公開された。これにウィーン工学研究所のアンドレアス・フォン・エッティングハウゼン（Andreas von Ettingshausen ）教授は強い興味を持ったが、この技術の弱点は撮影レンズが約F17と暗く屋外晴天でも約20分と非常に長い露光時間が必要であることだと考え、ペッツヴァールに相談した。ペッツヴァールはフォン・エッティングハウゼンの紹介でペーター・ウィルヘルム・フリードリッヒ・フォクトレンダーと会い、写真術の実用性を高めるため明るいレンズを開発することにした。これに対してオーストリア政府が全国の砲兵隊から優秀な計算手を選抜して計算中隊を結成してペッツヴァールを手伝わせ、この結果1840年に当時としては驚異的なF3.7の高速レンズが完成し、これにより屋外晴天での露光時間は1-2分へと短縮され、またピント合わせも容易になった。
収差としては、像面湾曲は欠点とも言えるが逆に肖像に立体感が出るためもあって、その後イギリス、フランス、ドイツなど各メーカーからも類似品が製造発売され、長くポートレート用として使用された。日本ではフォクトレンダー製よりもダルメイヤー製が多用され、遅くまでこのタイプのポートレートレンズを使用していた。非点収差も大きく、周辺部の点光源のアウトフォーカス像は楕円となる。
中心部に限れば球面収差が少なく非常にシャープであるため、使用画角が狭い投影用、天文用としても多用された。
投影用としては、フォクトレンダーは1930年代にプロジェクトス（Projectos ）という商品名で71種類も生産していた。
天文用としてはF線とh線で色収差を消し、g線で球面収差を最小にする設計のアストロ・ペッツヴァール2000mmF5で300mm×300mm写真乾板に撮影する天文カメラが多数製造され、世界中の天文台で使用された。
世界最大のペッツヴァールレンズは1893年にアルヴァン・クラークが研磨した34400mmF5.7であり、ハーバード大学のブルームフォンテーン天文台に設置された。このレンズは焦点面上の1mmが1'になるよう設計されており、356mm×432mm判写真乾板を使用する。ヘンリエッタ・スワン・リービットによる撮影に使用された。この結果ケフェイド変光星の観測により銀河の距離を精密に測定できるようになった。